# Slab de inimă
Slab de inimă (în engleză Heart Condition) este un film de comedie și fantastic american din 1990, regizat de James D. Parriott și avându-i un rolurile principale pe Denzel Washington și Bob Hoskins.

## Rezumat
Jack Moony (Bob Hoskins), un sergent de poliție rasist, este obsedat de avocatul de culoare Napoleon Stone (Denzel Washington), pe care-l urăște pentru că i-a furat iubita, Crystal Gerrity (Chloe Webb), o damă de companie a unui mafiot pe nume Graham (Jeffrey Meek). El îl urmărește permanent, sperând să-l prindă cu ceva ilegal. Moony are de ani de zile o serie obiceiuri proaste, cum ar fi supraalimentarea, fumatul și băutura. După o urmărire finalizată cu arestarea lui Stone el suferă un atac de cord și este dus la spital. În același timp, Stone este eliberat și ucis într-un accident de mașină. 
Moony este salvat printr-un transplant de inimă de la avocatul Stone. În scurt timp, el își dă seama că pe lângă inima lui Stone, el s-a procopsit și cu fantoma avocatului mort. Stone îl învață pe Moony cum să se îmbrace și să se comporte în societate, îl îndeamnă să-și schimbe obiceiurile alimentare. El îl conduce pe polițist la un loc unde ascunsese o sumă mare de bani. Moony încearcă să reia legătura cu Crystal și află că ea avea un copil cu Stone, de care avocatul nu avea habar. În același timp, Stone îi spune polițistului că a fost ucis și îl presează să descopere motivul crimei și să-i prindă pe ucigași. Ucigașii erau oamenii lui Graham. Mafiotul plasase două dame de companie (Crystal și Peisha) unui senator, care a murit în urma unei supradoze de droguri. El se temea ca Stone să nu afle acest lucru și de aceea l-a eliminat.
Graham o răpește pe Crystal și-i cere lui Moony să-i aducă o probă compromițătoare (o fotografie făcută de Crystal), în caz contrar amenințând că o omoară. Moony se duce și, cu ajutorul fantomei lui Stone, reușește să-i împuște pe bandiți și să o salveze pe Crystal. El este rănit în schimburile de focuri.
Mai târziu, Moony se căsătorește cu Crystal, acceptând să-i crească copilul negru. Fantoma lui Stone rămâne alături de ei.

## Distribuție
- Bob Hoskins - Jack Moony
- Denzel Washington - Napoleon Stone
- Chloe Webb - Crystal Gerrity
- Roger E. Mosley - căpitanul Wendt
- Ja'net Dubois - doamna Stone
- Alan Rachins - Dr. Posner
- Ray Baker - Harry Zara
- Jeffrey Meek - Graham
- Eva LaRue - Peisha
- Clayton Landey - asistentul lui Posner

## Recepție
Filmul a atras comentarii majoritar negative, având un scor de 0% pe Rotten Tomatoes. Încasările totale s-au ridicat la suma de 4.134.992 dolari.  Washington a fost foarte supărat pe agentul său că i-a propus să joace în acest film și apoi l-a concediat și nu a mai jucat în nicio comedie până la filmul   2 pistoale (2 Guns) din 2013.
Roger Ebert a scris în Chicago Sun-Times din 2 februarie 1990 că acest film a încercat să fie de toate: „comedie, tragedie, dramă, film violent, fantezie, realitate, film polițist, film despre fantome, parabolă, film despre prietenie". 
 Hal Hinson a scris în Washington Post din 3 februarie 1990 că filmul este încă un film de genul "cine ar fi crezut". Premisa lui este "imposibilă"; filmul rămâne încadrat undeva între "seriozitate" și "exploatare fără gust". 